# Juan Romero Alpuente
Juan Romero Alpuente, né le 9 mars 1763 à Valdecuenca (actuelle province de Teruel, en Espagne) et mort à Madrid le 22 janvier 1835, est un écrivain et homme politique libéral rattaché à la faction des exaltados.

### Biographie
- (es) Diccionario biográfico del Trienio Liberal, Madrid, El Museo Universal, 1991